# Roger Ducos

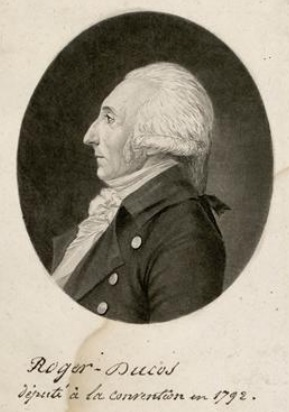
Roger Ducos

Graf Pierre Roger Ducos (* 25. Juli 1747 in Dax; † 17. März 1816 in der Gegend von Ulm) war ein französischer Staatsmann.

## Leben
Der Sohn eines bürgerlichen Notars und Staatsbeamten arbeitete beim Ausbruch der Revolution als Advokat, wurde 1791 Präsident des Kriminaltribunals, 1792 Abgeordneter im Nationalkonvent, wo er für den Tod Ludwigs XVI. stimmte, und 1794 Präsident des Jakobinerklubs.
Er machte sich dann unter dem Direktorium als eifriger Verteidiger der Republik gegen die Umtriebe der Royalisten und namentlich im Staatsstreich des 18. Fructidor V (4. Sept. 1797) bei Abfassung der Deportationsdekrete als Vorsitzender des Rats der Alten bemerkbar.
Er zog sich darauf in seine Heimat zurück, bis ihn 1799 Barras mit Merlin de Douai ins Direktorium berief. Nach dem Staatsstreich vom 18. Brumaire wurde er mit Napoleon Bonaparte und Emmanuel Joseph Sieyès Mitglied des provisorischen Konsulats und unterstützte Napoleons Herrschaft tatkräftig. Später wurde er dann Vizepräsident des Senats und 1808 von Napoleon in den Grafenstand und nach dessen Rückkehr 1815 zum Pair von Frankreich erhoben. 1803 schenkte ihm Napoleon das Schloss Amboise, wo Ducos diverse Bauten niederlegen ließ, darunter die romanische Stiftskirche mit dem seither verschollenen Grab Leonardo da Vincis (1807), weil sie ihm die „Sicht verstellte“.
Nach der zweiten Restauration als Königsmörder geächtet, floh er nach Deutschland und kam im März 1816 in der Gegend von Ulm durch den Sturz seines Wagens ums Leben.